# 米田菜穗
米田菜穗（日语：／ Maita Nao，3月2日—），日本漫畫家。出身於廣島縣。女性。A型血。她為少女漫畫雜誌《Ciao》（小學館）發表作品。

## 來歷
2004年，以米田菜穂名義的獲得第55屆小學館新人漫畫大獎佳作，2005年在《CiaoDX》上發表並首次亮相。
在《Ciao DX》出道之前，她曾以「蒔田菜穗」為名在《Nakayoshi》（講談社）發表作品。曾在《Nakayoshi》上出道過一次但後來放棄，並透過在《Ciao》投稿重新出道。
2012年至2019年，在《Ciao》連載《12歲。》，該作品2018年獲得第64屆小學館漫畫獎。
2019年至2023年，在《Ciao》連載。
2023年起，在《Ciao》連載。

## 作品列表

### 連載
- （《Ciao》2007年6月號—8月號，小學館）
- （《Ciao》2010年8月號[6]—10月號[7]）
- 12歲。系列（《Ciao》2012年9月號—2019年1月號）
  - （《Ciao》2012年9月號—12月號）
  - 12歳。～boy friend～（《Ciao》2013年2月號[8]—8月號）
  - （《Ciao》2013年10月號—2014年3月號）
  - （《Ciao》2014年5月號—2014年10月號）
  - （《Ciao》2014年12月號[9]—2015年6月號）
  - （《Ciao》2015年8月號[10]—2015年12月號）
  - （《Ciao》2016年2月號[11]—2016年7月號）
  - （《Ciao》2016年9月號[12]—2017年2月號）
  - （《Ciao》2017年4月號[13]—2017年9月號）
  - （《Ciao》2017年11月號—2018年4月號）
  - （《Ciao》2018年6月號[14]—2018年）
  - （《Ciao》2018年9月號—2019年2月號）
  - （《Ciao》2019年4月號—2019年11月號）
- （《Ciao》2020年2月號[4]—2023年4月號[5]）
- （《Ciao》2023年8月號[15]—）

### 短篇
- （《Nakayoshi春假樂園》2003年，講談社）—田菜穗名義[來源請求]
- （《Nakayoshi Lovely（日语：なかよしラブリー）》2003年冬季號，講談社）—田菜穗名義[來源請求]
- （《CiaoDX（日语：ちゃおデラックス）》2005年春季號，小學館）
- （《CiaoDX》2005年初夏號）
- （《CiaoDX》2005年夏季號）
- （《CiaoDX》2006年冬季號）
- （《CiaoDX》2006年初夏號）
- （《CiaoDX》2006年秋季號）
- （《Ciao》2006年10月號）
- （《CiaoDX》2006年冬季號）
- （《CiaoDX》2007年春季等待號）
- （《CiaoDX》2007年春季號）
- （《Ciao》2007年5月號）
- （《CiaoDX》2009年春季等待號）
- （《CiaoDX》2009年春季號）
- （《CiaoDX》2009年夏季號）
- （《Ciao》2009年10月號）
- （《CiaoDX》2010年春季等待超大增刊號）
- （《CiaoDX驚悚》7月號增刊號）
- （《CiaoDX》2010年春季超大增刊號）
- （《Ciao》2010年6月號）
- （《Ciao》2012年4月號）
- （《Ciao》2023年2月號[16]）
- （《Ciao》2023年5月號[17]）—與幾田莉拉的合作作品[18]。
- （《Ciao》2023年6月號[19]）—與幾田莉拉的第二次合作作品[19]。

### 其它
- ※《Ciao》的便利專區（讀者頁面）（《Ciao》2007年1月號—12月號）
- 裏12歳。（單行本第1—20冊收錄的新作品）
- （《Ciao》2019年3月號[20]—《CiaoDX》2019年7月號）
- （單行本第1—3冊收錄的新作品）

## 媒體演出

### 電視節目
- 小峠英二的多麼美啊！（2023年11月15日、22日，TOKYO MX1，少女漫畫主題集）

## 外部連結
- 米田菜穗 （页面存档备份，存于） （日語）—小學館頁面。發佈作家的個人資料和訊息。